# Llastres

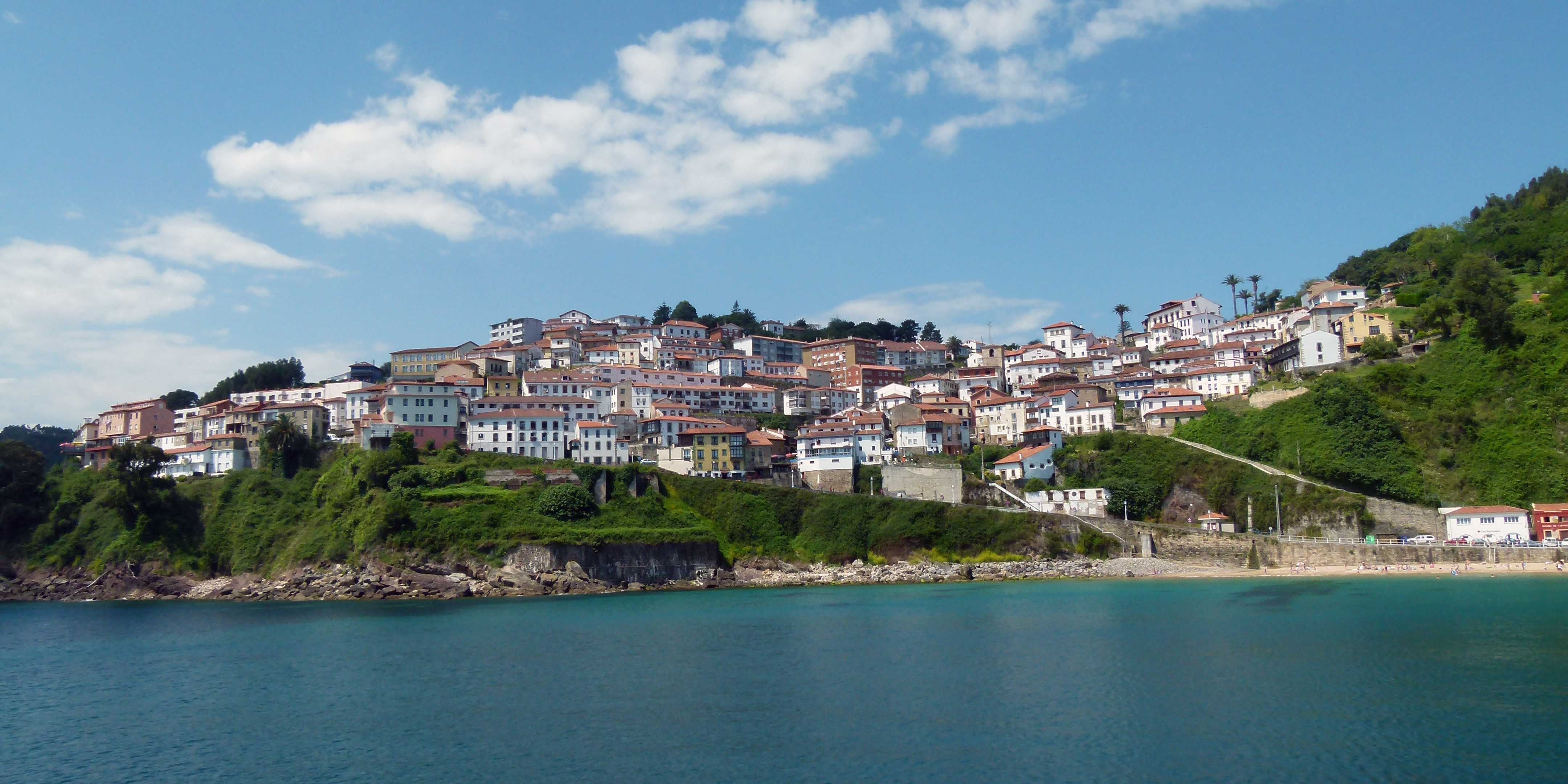
Llastres

Llastres (en castellà Lastres) és una parròquia i vila marinera del consell (conceyu) asturià de Colunga, a la part oriental d'Astúries. Té una superfície de 13,49 km² i 1.951 habitants (2008) repartits entre la mateixa Llastres i el llogaret proper de Lluces. La comarca és anomenada Comarca de la Sidra. Antigament es pescaven balenes a la zona i amb el seu oli funcionaven les llum de la catedral d'Oviedo; també hi havia una fosa marina en la que es trobaven calamars gegants de fins a 22 metres. A la serra del Sueve hi viuen els cavalls asturcons. Segons la tradició el nom ve d'una roca que hi ha a l'entrada del port, anomenada Llastra, en la que es diu que cantaven les sirenes. Aquest poble fou escenari de la sèrie de televisió Doctor Mateo emesa per Antena 3, en la que se l'esmenta amb el nom San Martín del Sella. Aquesta circumstància ha estat aprofitada per promoure el turisme i s'ha creat una "ruta del Doctor Mateo" amb les cases principals del rodatge, d'un interès secundari fora del fet d'haver aparegut a la sèrie. Els llocs a visitar inclouen també el far a uns 1.500 metres del llogaret a Lluces, que es troba a pocs quilòmetres a l'oest de Llastres. També hi destaquen la Iglesia de Santa María de Sabada, declarada bé d'interès cultural; és un edifici religiós del segle xviii i estil barroc neoclàssic; va ser projectada pels arquitectes Manuel Reguera i Joaquín Vigil. La torre o campanar és de finals del segle xix. a Capella de San Roque a la part alta de la vila, al camp anomenat San Roque, amb un mirador des del qual es contempla una impressionant panoràmica de Llastres amb el seu petit port pesquer, així com de la Serra del Sueve i de la franja litoral.

Vistes de Llastres
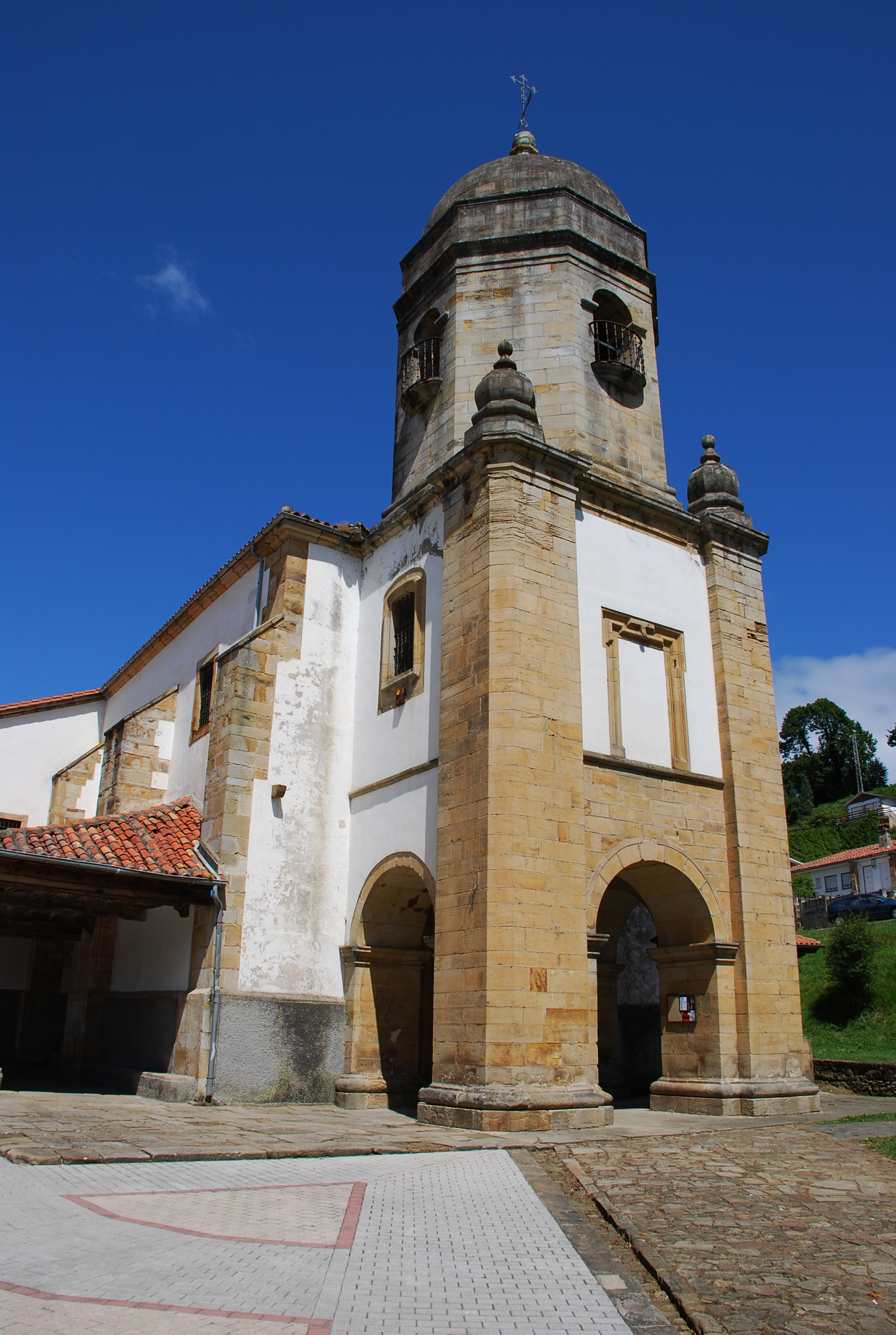
Església de Santa María de Sabada
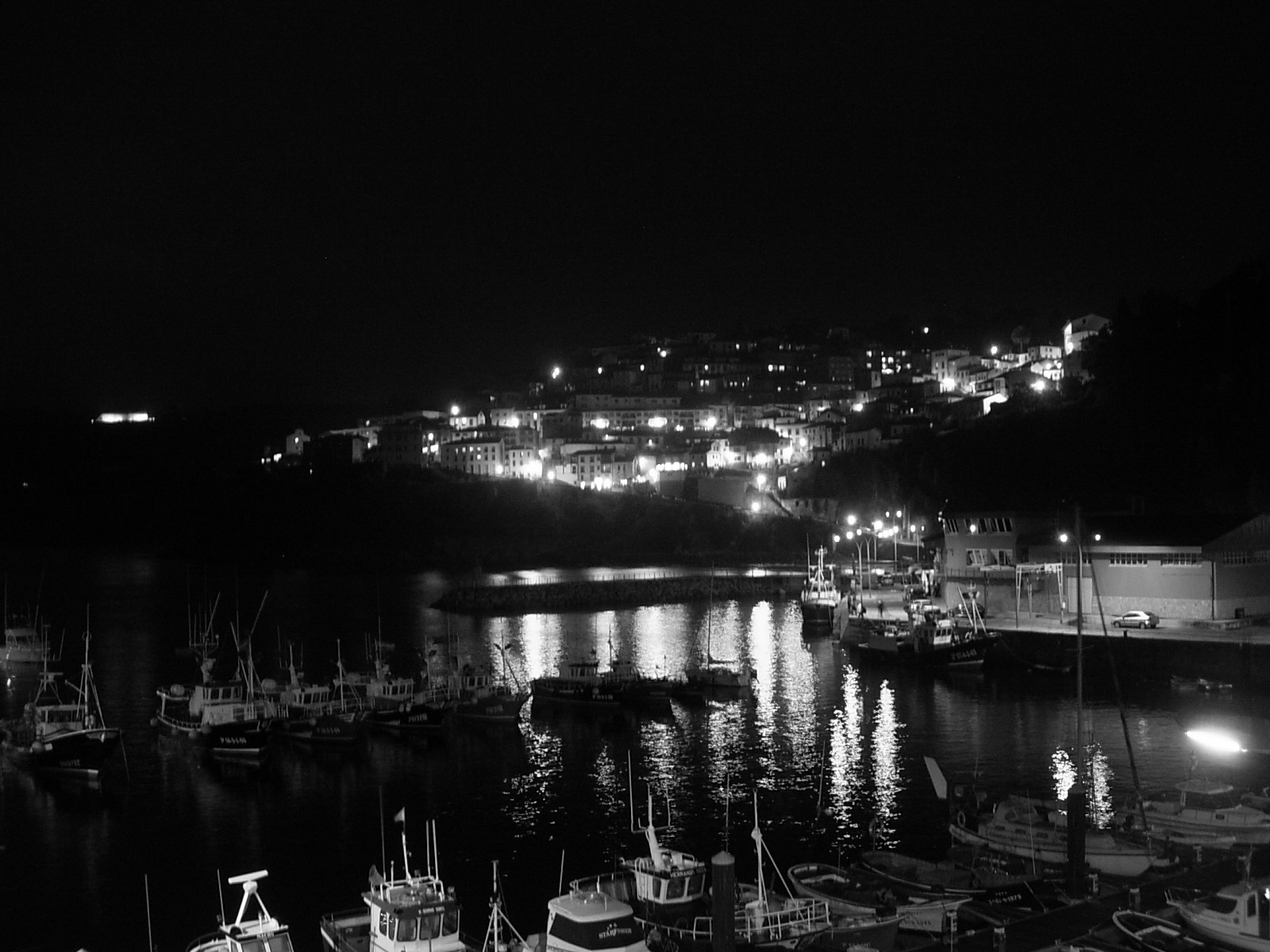
Panorámica nocturna.
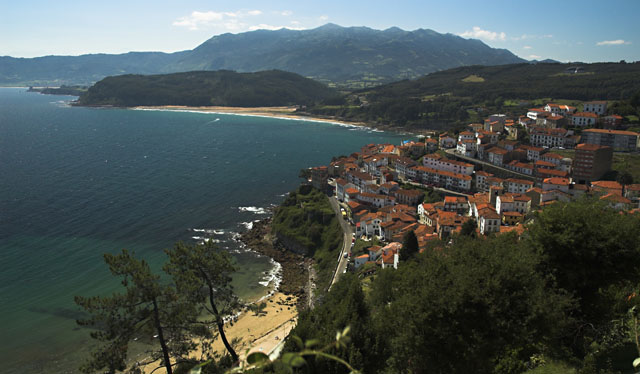
Vista de Llastres des del mirador del far.
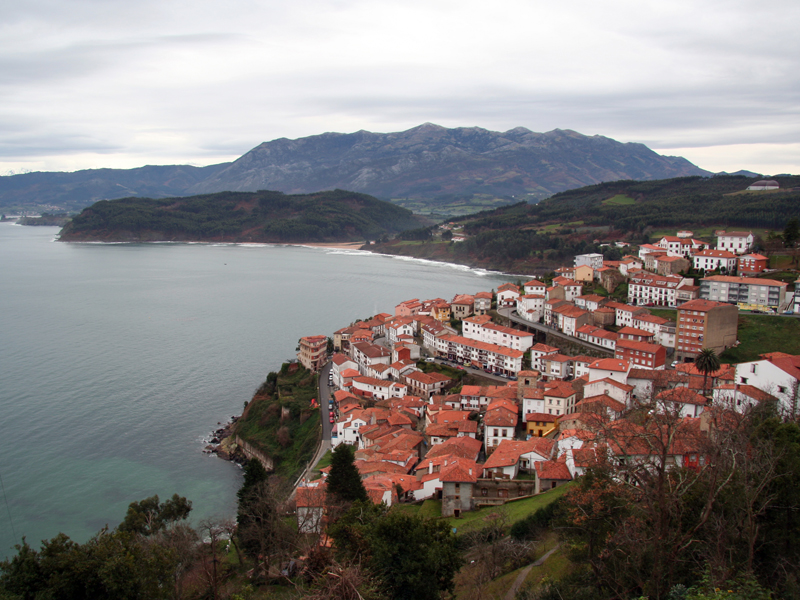
Vista general